# Платонов Володимир Петрович (академік)
Володимир Петрович Платонов (1 грудня 1939, село Стайки, тепер Оршанського району Вітебської області, Білорусь) — білоруський і радянський науковець, математик, президент Академії наук Білоруської РСР. Доктор фізико-математичних наук (1966), професор (1968), член-кореспондент Академії наук Білоруської РСР (з 1969), дійсний член Академії наук Білоруської РСР (з 1972). Академік Академії наук СРСР (РАН) (з 1987). Іноземний член Індійської академії наук (1993). Депутат Верховної ради Білоруської РСР 11-го скликання. Народний депутат СРСР (1989—1991). Член ЦК КПРС у 1990—1991 роках. 

## Життєпис
Народився в родині Петра Степановича Платонова — директор деревообробного комбінату та меблевої фабрики і Ганни Антонівни Платонової — вчительки. У 1956 році з відзнакою закінчив Богушевську середню школу № 1 Вітебської області Білоруської РСР.
У 1956—1961 роках — студент Білоруського державного університету. З 1961 року — аспірант Білоруського державного університету. У 1963 році захистив кандидатську дисертацію.
З 1963 по 1971 рік працював старшим викладачем, доцентом, професором, завідувачем кафедри алгебри та топології Білоруського державного університету. 
Член КПРС з 1971 року.
У 1971—1977 роках — завідувач лабораторії алгебраїчної геометрії та топології Інституту математики Академії наук Білоруської РСР.
У 1977—1992 роках — директор Інституту математики Академії наук Білоруської РСР.
У березні 1987—1992 роках — президент Академії наук Білоруської РСР.
Одночасно з 1988 по 1991 рік — голова Комітету із присуджень Державних премій Білоруської РСР.
З 1992 по 1996 рік — головний науковий співробітник відділу алгебри та теорії чисел Інституту математики Національної академії наук Білорусі.
У 1991 році Володимира Платонова запрошує до себе на рік Інститут перспективних досліджень у Прінстоні (США). Після цієї поїздки він остаточно переїжджає до США, а потім до Канади, де отримує посаду професора університету Ватерлоо. У той же час як запрошений професор працює в університеті Мічігану, Інституті математики товариства Макса Планка, Білефельдському університеті і Дюссельдорфському університеті імені Генріха Гейне.
У 1999 році сварка між Володимиром Петровичем та його дружиною Валентиною, яка сталася через невірність дружини, закінчилася звинуваченням професора у замаху на вбивство. Пізніше статтю змінили на «напад». Канадський суд у січні 2001 року визнав Платонова винним і призначив мінімальне покарання — два роки умовного ув'язнення. Суд взяв до уваги стан афекту, наукову репутацію вченого та відсутність судимостей. У серпні 2001 року Володимир Платонов залишає університет Ватерлоо.
Після погашення судимості, в 2003 році повертається назад до Білорусі, а потім переїжджає в Російську Федерацію, де працює в Науково-дослідному інституті системних досліджень Російської академії наук (РАН) та в Математичному інституті імені Стєклова РАН.

## Наукова діяльність
Основні праці з алгебри, алгебраїчної геометрії, алгебраїчної теорії чисел; груп Лі, лінійних груп та топологічної алгебри, прикладної алгебри та криптографії.
Створив загальний метод дослідження лінійних груп, що базується на алгебро-геометричних та теоретико-числових ідеях. Вирішив проблему сильної апроксимації в групах алгебри і проблему Кнезера-Тітса. Розробив наведену K-теорію і вирішив на цій основі проблему Таннака-Артіна. Вирішив проблему раціональності спінорних різноманітностей і проблему Дьєдонне про спінорні норми. Досліджував локально-глобальний принцип, за яким будова груп, заданих над арифметичними полями, визначається будовою їх локалізацій над відповідними поповненнями. Доказав основну апроксимаційну теорему для лінійних груп з кінцевим числом утворюваних. Побудував теорію найважливіших класів локально компактних топологічних груп. Відкрив новий локально-глобальний принцип для функціональних гіпереліптичних полів, визначених над полем алгебраїчних чисел, який дозволив пов'язати проблему обчислення фундаментальних одиниць у гіпереліптичних полях із проблемою крутіння в якобієвих різноманіттях гіпереліптичних кривих над полем раціональних чисел та розвинути уніфікований метод їх вирішення. У 2017 році на основі об'єднання теоретико-числових, алгебраїчних та геометричних методів Платонов сформулював новий концептуальний підхід до проблеми класифікації з точністю до ізоморфізму гіпереліптичних полів, що містять періодичні та квазіперіодичні елементи. У 2018—2020 роках цю проблему було вирішено для еліптичних полів з полем раціональних чисел як поле констант.
Спільно з учнями вирішив проблему раціональності для групових алгебраїчних різноманітностей над локальними та глобальними полями; побудував теорію кінцевих гензелевих тіл; вирішив проблему Гротендика про кінцеві поповнення груп та проблему жорсткості для арифметичних підгруп алгебраїчних груп з радикалом; розвинув мультиплікативну теорію кінцевих тіл; вирішив проблему арифметичності поліциклічних груп; розвинув новий підхід до конгруенц-проблеми, заснований на аналізі комбінаторних властивостей арифметичних груп; довів критерій існування фундаментальних одиниць у гіпереліптичних полях та побудував найшвидші алгоритми для їх обчислення, що дозволило отримати нові результати про кручення у якобієвих різноманіттях гіпереліптичних кривих.
Опублікував понад 200 наукових праць.

## Нагороди і відзнаки
- орден Трудового Червоного Прапора
- золота медаль імені Чебишева (2022)
- премія Ленінського комсомолу (1968)
- Ленінська премія (1978) — за цикл робіт «Арифметика алгебраїчних груп і наведена К-теорія»
- премія Гумбольдта (1993)
- Заслужений діяч науки Білоруської РСР (1982)